# Gwen Torrence
Gwendolyn Lenna Torrence, detta Gwen (Decatur, 12 giugno 1965), è un'ex velocista statunitense.
In carriera si è laureata campionessa olimpica dei 200 metri piani a Barcellona 1992 e campionessa mondiale dei 100 metri piani a Göteborg 1995.

## Biografia
Nata a Decatur, Georgia, è la più giovane di cinque fratelli; ha studiato alla Columbia High School e successivamente all'Università della Georgia. Durante la propria carriera ha vinto medaglie praticamente in ogni grande evento dell'atletica leggera: Giochi olimpici estivi, Campionati del mondo di atletica leggera outdoor e indoor, Giochi panamericani, Goodwill Games ed Universiadi.
Nel 1988 la Torrence fu al centro di una di quelle rare occasioni nell'atletica in cui due atleti sono classificati ex aequo: accadde nei 55 m piani al campionato nazionale indoor con Evelyn Ashford. Nel 1992 ai Giochi olimpici di Barcellona ha conquistato l'oro sui 200 m piani correndo in 21"81 e precedendo le giamaicane Juliet Cuthbert e Merlene Ottey.
Ai Campionati mondiali 1995 vinse l'oro sui 100 m piani e nella staffetta 4×100 m. Arrivò nettamente prima anche sui 200 m piani, ma venne poi squalificata per invasione di corsia: in curva calpestò due volte la linea interna che delimitava il suo spazio di corsa e la medaglia d'oro le fu revocata a favore di Merlene Ottey.

## Record nazionali

### Seniores
- 55 metri piani indoor: 6"56 ( Oklahoma City, 14 marzo 1987)
- 200 metri piani indoor: 22"33 ( Atlanta, 2 marzo 1996)

## Palmarès
| Anno | Manifestazione      | Sede         | Evento      | Risultato | Prestazione | Note                          |
| ---- | ------------------- | ------------ | ----------- | --------- | ----------- | ----------------------------- |
| 1985 | Universiadi         | Kōbe         | 4×100 m     | Oro       | 43"28       |                               |
| 1987 | Universiadi         | Zagabria     | 100 m piani | Oro       | 11"09       |                               |
| 1987 | Universiadi         | Zagabria     | 200 m piani | Oro       | 22"44       |                               |
| 1987 | Giochi panamericani | Indianapolis | 200 m piani | Oro       | 22"52       |                               |
| 1987 | Giochi panamericani | Indianapolis | 4×100 m     | Oro       | 42"91       |                               |
| 1987 | Mondiali            | Roma         | 200 m piani | 5ª        | 22"40       | Miglior prestazione personale |
| 1988 | Giochi olimpici     | Seul         | 100 m piani | 5ª        | 10"97       |                               |
| 1988 | Giochi olimpici     | Seul         | 200 m piani | 6ª        | 22"17       |                               |
| 1989 | Mondiali indoor     | Budapest     | 60 m piani  | Argento   | 7"07        |                               |
| 1991 | Mondiali indoor     | Siviglia     | 60 m piani  | 4ª        | 7"13        |                               |
| 1991 | Mondiali            | Tokyo        | 100 m piani | Argento   | 11"03       |                               |
| 1991 | Mondiali            | Tokyo        | 200 m piani | Argento   | 22"16       | Miglior prestazione personale |
| 1992 | Giochi olimpici     | Barcellona   | 100 m piani | 4ª        | 10"86       | Miglior prestazione personale |
| 1992 | Giochi olimpici     | Barcellona   | 200 m piani | Oro       | 21"81       |                               |
| 1992 | Giochi olimpici     | Barcellona   | 4×100 m     | Oro       | 42"11       |                               |
| 1992 | Giochi olimpici     | Barcellona   | 4×400 m     | Argento   | 3'20"92     |                               |
| 1993 | Mondiali            | Stoccarda    | 100 m piani | Bronzo    | 10"89       |                               |
| 1993 | Mondiali            | Stoccarda    | 200 m piani | Argento   | 22"00       |                               |
| 1993 | Mondiali            | Stoccarda    | 4×100 m     | Argento   | 41"49       |                               |
| 1993 | Mondiali            | Stoccarda    | 4×400 m     | Oro       | 3'16"71     | Record dei campionati         |
| 1995 | Mondiali            | Göteborg     | 100 m piani | Oro       | 10"85       |                               |
| 1995 | Mondiali            | Göteborg     | 200 m piani | Finale    | dq          |                               |
| 1995 | Mondiali            | Göteborg     | 4×100 m     | Oro       | 42"12       |                               |
| 1996 | Giochi olimpici     | Atlanta      | 100 m piani | Bronzo    | 10"96       |                               |
| 1996 | Giochi olimpici     | Atlanta      | 4×100 m     | Oro       | 41"95       |                               |

## Campionati nazionali
- 1 volta campionessa nazionale dei 100 m piani (1996)
- 2 volte campionessa nazionale indoor dei 55 m piani (1988, 1989)
- 1 volta campionessa nazionale indoor dei 60 m piani (1996)
- 1 volta campionessa nazionale indoor dei 200 m piani (1996)

## Altre competizioni internazionali
1993
- Oro alla Grand Prix Final ( Londra), 100 m piani - 11"03

1994
- Argento alla Grand Prix Final ( Parigi), 100 m piani - 10"82

1995
- Oro alla Grand Prix Final ( Monaco), 200 m piani - 22"20

## Riconoscimenti
- Atleta mondiale dell'anno (1995)